# Johannes Ockeghem
Johannes Ockeghem (c. 1410 - 6 de febrer de 1497). També es pot trobar escrit com Jean de Ockeghem i de cognoms s'han trobat diverses variants: Okeghem, Ogkegum, Okchem, Hocquegam, Ockegham. Ockeghem ve d'un suposat autògraf citat per E. Giraudet, un historiador de Tours; el document es va perdre. En documents del segle xv predomina el cognom Okeghem.
Va ser el principal compositor de la segona generació de l'escola francoflamenca de la segona meitat del segle xv, el més important entre Guillaume Dufay i Josquin Des Prés.

## Biografia
No es coneixen gaire detalls dels seus primers anys. Sobre el lloc de naixement, s'havia suposat primer que havia nascut a Okegem, Flandes, però Daniel Van Overstraeten va trobar informació que demostra que va néixer a Saint-Ghislain, al comtat d'Hainaut avui a la regió valona de Bèlgica.
L'any de naixement genera opinions molt dispars, amb propostes de dates que van des del 1410 fins al 1430. La primera es basa en la possibilitat que conegués el compositor Gilles Binchois a Hainaut abans que aquest anés de Mons a Lilla el 1423, i Ockeghem un cantaire del cor d'uns quinze anys. Aquesta especulació deriva de la referència que va fer Ockeghem, en el seu lament compost a la mort de Binchois el 1460. Alhora, en el lament que va escriure un poeta, Guillaume Crétin, a la mort d'Ockeghem el 1497, en què va dir: «és una gran llàstima que un compositor del seu talent mori abans de complir els cent anys», és una altra prova amb relació a la data més antiga.
Com molts compositors d'aquella època, va començar la seva carrera musical com a escolà. El primer registre de la seva activitat musical ve de la catedral de Notre Dame d'Anvers on va ser contractat el 1443. Entre 1446 i 1448 va entrar al servei de Carles I de Borbó, a Moulins (França).
Cap al 1452 es va traslladar a París on va servir com a mestre de capella a la cort francesa amb Carles VII i Lluís XI. Va arribar a ser el tresorer de la catedral de Sant Martí de Tours i va ocupar càrrecs de responsabilitat a Notre-Dame de París i a Saint Benoît. Se sap que va viatjar a Espanya el 1470 com a part d'un intent de casar Isabel la Catòlica amb el duc de Guyenne, germà de Lluís XI. No se sap gaire sobre la vida d'Ockeghem després de la mort de Lluís XI el 1483, llevat que va estar-se a Bruges on de ben segur va tenir com alumnes Johannes Ghiselin i Johannes Prioris, i, a Tours, on probablement va morir, ja que va ser allà on es va trobar el seu testament.

## Obra

### Misses
| 1. Missa sine nomine 2. Missa sine nomine (incompleta) 3. Missa Au travail suis 4. Missa Caput 5. Missa cuiusvis toni 6. Missa De plus en plus 7. Missa Ecce ancilla Domini | 1. Missa Fors seulement (incompleta) 2. Missa L'homme armé 3. Missa Ma maistresse 4. Missa Mi-mi o Missa quarti toni 5. Missa prolationum 6. Missa quinti toni 7. Missa pro defunctis (Requiem) |

### Motets
1. Alma Redemptoris mater
2. Ave Maria
3. Salve regina
4. Intemerata Dei mater (c. 1487)[5]
5. Ut heremita solus

### Motet-chanson
1. Mort tu as navré/Miserere (a la mort de Gilles Binchois, c. 1460)

### Chansons

#### A tres veus
| 1. Aultre Venus estes 2. Au travail suis (atribuït possiblement a Barbingant) 3. Baisiés moy dont fort 4. D'un autre amer 5. Fors seulement contre 6. Fors seulement l'attente 7. Il ne m'en chault plus 8. La despourveue et la bannie 9. L'autre d'antan | 1. Les desléaux ont la saison 2. Ma bouche rit (?·pàg.) 3. Ma maistresse 4. Prenez sur moi 5. Presque transi 6. Quant de vous seul 7. Se vostre cuer eslongne 8. Tant fuz gentement resjouy 9. Ung aultre l'a |

#### A tres o quatre veus
1. J'en ay dueil

#### A quatre veus
1. S'elle m'amera/Petite camusette